# Håkan Hansson
Håkan Hansson (ur. 15 lutego 1964 w Vattviken) – szwedzki narciarz, specjalista narciarstwa dowolnego. Największy sukces w karierze osiągnął w 1988 roku, kiedy podczas igrzysk olimpijskich w Calgary wygrał zawody w jeździe po muldach. Wyprzedził tam Hansa Engelsena Eide z Norwegii i Francuza Edgara Grospirona. Zawody te miały jednak charakter pokazowy, dlatego też trójka najlepszych zawodników nie otrzymała medali. Był też osiemnasty w tej samej konkurencji podczas mistrzostw świata w Tignes w 1986 roku. W tym roku wywalczył ponadto mistrzostwo Szwecji. W Pucharze Świata zadebiutował 21 marca 1984 roku w Sälen, gdzie był dziesiąty w jeździe po muldach. Tym samym już w swoim debiucie zdobył pierwsze pucharowe punkty. Nigdy jednak nie stanął na podium zawodów PŚ, najlepszy wynik osiągnął 30 stycznia 1988 roku w Inawashiro, gdzie był piąty. W klasyfikacji generalnej był między innymi 48. w sezonie 1987/1988.
W 1988 r. zakończył karierę.

## Osiągnięcia

### Mistrzostwa świata
| Miejsce | Dzień    | Rok  | Miejscowość | Konkurencja      | Zwycięzca    |
| ------- | -------- | ---- | ----------- | ---------------- | ------------ |
| 18.     | 2 lutego | 1986 | Tignes      | Jazda po muldach | Éric Berthon |

### Puchar Świata

#### Miejsca w klasyfikacji generalnej
- sezon 1983/1984: 78.
- sezon 1984/1985: 86.
- sezon 1986/1987: 56.
- sezon 1987/1988: 48.

#### Miejsca na podium
Hansson nigdy nie stanął na podium zawodów PŚ.